# Jack-Henry Sinclair
Jack-Henry Sinclair (23 de febrero de 1998 en Palmerston North) es un futbolista neozelandés que juega como defensor en el Team Wellington.

## Carrera
En 2016 arribó al Wellington Phoenix Reserves, equipo filial del Wellington Phoenix que participa en la Premiership de Nueva Zelanda. Tuvo que dejar el elenco luego de la temporada 2016-17 por lo que viajó a Sudáfrica para entrenar con el Stellenbosch de Ciudad del Cabo con el fin de poder firmar un contrato allí. Como el equipo no contaba con ningún cupo para otro extranjero esto finalmente no sucedió, por lo que regresó a Nueva Zelanda y firmó con el Team Wellington.

### Clubes
| Club                        | País          | Año             |
| --------------------------- | ------------- | --------------- |
| Wellington Phoenix Reserves | Nueva Zelanda | 2016 - 2017     |
| Team Wellington             | Nueva Zelanda | 2017 - Presente |

### Selección nacional
Con la selección neozelandesa sub-17 ganó el Campeonato de la OFC 2015 y disputó la Copa Mundial de ese año, algo que repetiría con la categoría sub-20 tanto ganando el torneo oceánico de 2016 como jugando la Copa Mundial de 2017.

## Palmarés
| Título                | Club             | País          | Año  |
| --------------------- | ---------------- | ------------- | ---- |
| Campeonato Sub-17 OFC | Selección sub-17 | Nueva Zelanda | 2015 |
| Campeonato Sub-20 OFC | Selección sub-20 | Nueva Zelanda | 2016 |
| Liga de Campeones     | Team Wellington  | Nueva Zelanda | 2018 |